# Le National
Le National è stato un quotidiano francese fondato nel 1830 da Adolphe Thiers, Armand Carrel, François-Auguste Mignet e dal libraio editore Auguste Sautelet che ne sarà il primo direttore, per combattere la Seconda Restaurazione.

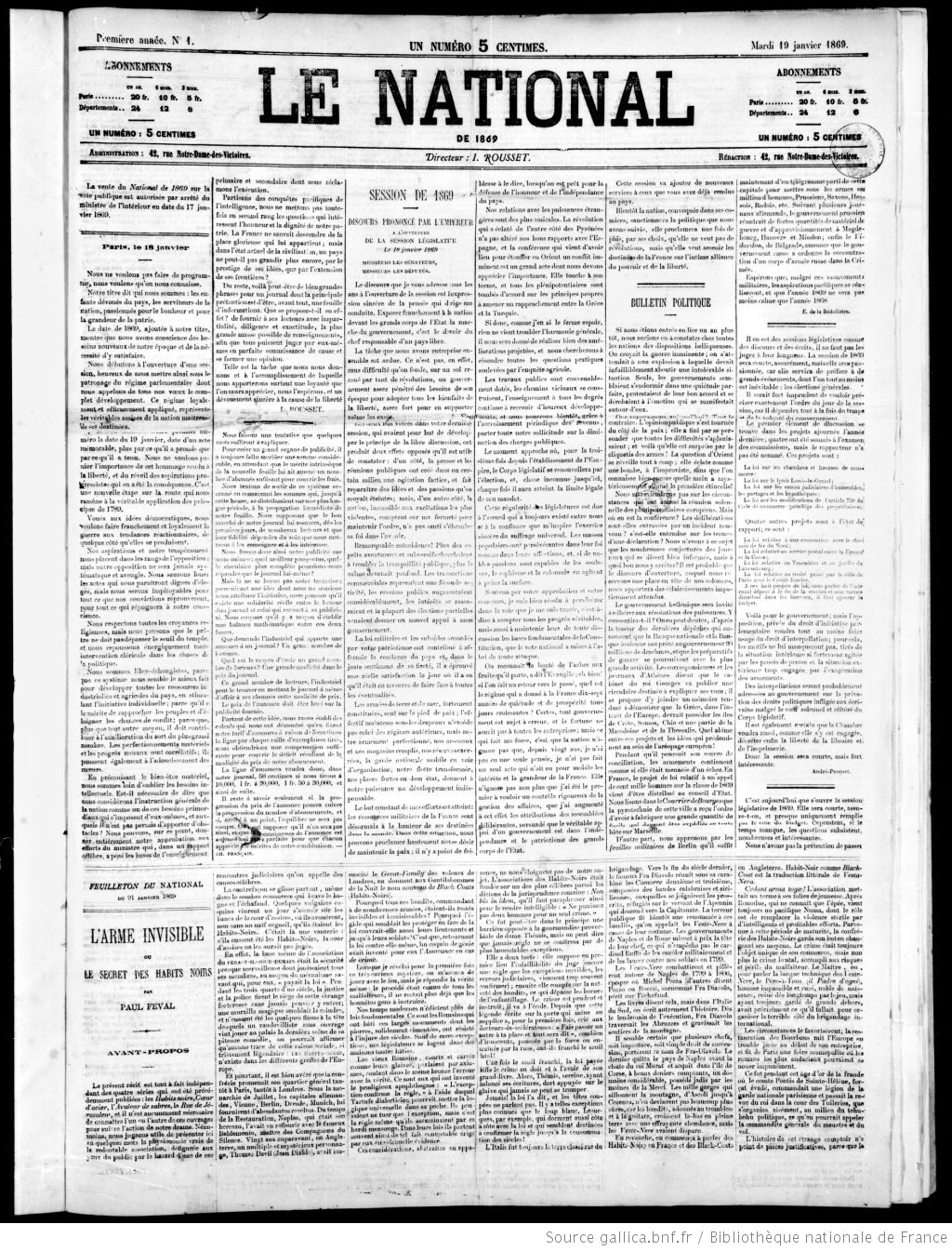
Prima pagina de Le National del 19 gennaio 1869.

Il nuovo giornale, il cui primo numero uscì il 3 gennaio 1830, beneficiava del sostegno finanziario del banchiere Jacques Laffitte e del patrocinio di Talleyrand e del duca di Broglie. Si sosteneva che il duca d'Orléans avesse concesso il suo appoggio politico, ma sembra poco probabile che si sia direttamente compromesso: in ogni caso niente lo attesta.
Il titolo rimanda al motto del 1789: «la Nazione, la Legge, il Re», il cui ordine non ha naturalmente nulla di innocente. Il giornale militava per l'instaurazione di un regime parlamentare sotto forma di una monarchia costituzionale e contestava l'interpretazione data da Carlo X della Carta del 1814 attaccando con frasi molte delle quali sono rimaste famose:
Fu nella sede de Le National che si riunirono i giornalisti per firmare la protesta del 1830 contro le Ordinanze di Luglio che sospendevano la libertà di stampa, premessa della Rivoluzione del 1830, detta dei Trois Glorieuses.
Le National continuò a fungere da tribuna e pubblicherà l'appello di Armand Marrast che invitava i parigini a manifestare il 22 febbraio 1848, in seguito al divieto da parte del Prefetto di Parigi di una riunione pubblica, e centinaia di studenti si raccolsero in piazza del Pantheon, quindi si recarono alla Madeleine dove si unirono agli operai. La Rivoluzione del 1848 si mise in marcia.